# Ichneumon obnixus
Ichneumon obnixus là một loài tò vò trong họ Ichneumonidae.